# Gottfried II. (Niederlothringen)
Gottfried II. der Kinderlose (* um 965; † 26. September 1023) war der Sohn des Grafen Gottfried der Gefangene von Verdun und der Mathilde von Sachsen. Im Jahre 1012 wurde er durch den deutschen König Heinrich II. als Herzog in Niederlothringen eingesetzt. Diese Einsetzung war Teil der Politik der Ottonen, den Westen ihres Reiches gegen Frankreich zu schützen.
Weil Gottfried nicht aus Nieder-, sondern aus Oberlothringen stammte, war er nicht in die Interessen des niederlothringischen Adels verstrickt und konnte sich somit dort ganz dem Interesse seines Königs widmen. In diesem Sinne unternahm er diverse Feldzüge gegen etwaige Feinde des Reiches. So zog er zusammen mit seinem Bruder Hermann von Eenham (Graf im Brabantgau) gegen die Reginare (Grafen von Hennegau und Löwen) in der Schlacht von Florennes (1015) und gegen die Grafen von Holland (Schlacht von Vlaardingen, 1018).
Am 26. September 1023 starb er ohne Nachkommen und sein jüngerer Bruder Gotzelo I. folgte als Herzog in Niederlothringen.